# Phlegra Montes
Phlegra Montes és una estructura geològica del tipus mons a la superfície de Mart, situada amb el sistema de coordenades planetocèntriques a 51.57 ° de latitud N i 167.26 ° de longitud E. Fa 1.350,65 km de diàmetre. El nom va ser fet oficial per la UAI l'any 1973 i pren el nom d'una característica d'albedo.